# RCD-Kisangani
RCD-Kisangani (RCD-K) var en kongolesisk rebellgrupp, bildad i maj 1999 av utbrytare från Samling för kongolesisk demokrati (RCD).
RCD-K backades upp av regimen i Uganda medan RCD (ofta kallat RCD-Goma) fick stöd från Rwanda. 
De båda RCD-grupperna och deras respektive utländska stödtrupper drabbade samman i RCD-K:s huvudsäte Kisangani. RCD-K och den ugandiska armén besegrades och man tvingades fly till Bunia, där organisationen, i sin tur, splittrades i två fraktioner: 
- RCD-Befrielserörelsen ledd av Mbusa Nyamwisi
- RCD-Wamba, uppkallad efter ledaren Ernest Wamba dia Wamba